# Anatoli Vaisser
Anatoli Vaisser (Almati, Kazakhstan, 5 de març de 1949) és un jugador d'escacs jueu francès, d'origen kazakh, que té el títol de Gran Mestre des de 1985.
A la llista d'Elo de la FIDE de desembre de 2014, hi tenia un Elo de 2528 punts, cosa que en feia el jugador número 21 (en actiu) de França, i el número 64 del rànquing mundial. El seu màxim Elo va ser de 2581 punts, a la llista de juliol de 2002 (posició 136 al rànquing mundial).

## Resultats destacats en competició
Vaisser va obtenir el títol de Mestre Internacional el 1982, i el mateix any quedà primer al Campionat de la RSFSR de Rússia, ex aequo amb Valeri Txékhov. Va empatar al primer lloc amb Ievgueni Svéixnikov a Sotxi (Memorial Txigorin) el 1983, empatà als llocs 2n-3r amb Viswanathan Anand, rere István Csom, a Nova Delhi el 1987. També el 1987 quedà primer a l'Obert de Cappelle-la-Grande, ex aequo amb Anthony Kosten i Jonny Hector. Fou segon, rere Volodímir Malaniuk, a Budapest el 1989. El 1991 guanyà l'Obert de Cappelle-la-Grande, ex aequo amb Matthew Sadler.
Vaisser ha representat França des de 1991. El 1997 va guanyar el campionat de França a Narbona. Ha estat subcampió francès en dues altres ocasions, els anys 1996 i 2001.
Vaisser ha jugat, representant França, en dues olimpíades d'escacs:
- El 1998, al quart tauler, a l'Olimpíada d'Elistà (+2 −1 =4);
- El 2002, al segon tauler suplent, a l'Olimpíada de Bled (+2 −3 =1).[7]

El 2010 Vaisser va guanyar la 20a edició del campionat del món sènior i va repetir el triomf a la 23a edició, el 2013. El 2014 guanyà novament, en la categoria de més de 65 anys, en el primer any en què el campionat se celebrava dividit en dues franges d'edat, de fins a 50 i fins a 65 anys. El 2016 guanyà per segon cop el Campionat del món en aquesta categoria, a Marianske Lazne (fou la seva quarta victòria en un Campionat del món sènior).

## Partides notables
- Anthony Miles vs Anatoli Vaisser, ol (men) 1998, defensa Horwitz (A80), 1/2-1/2
- Anatoli Vaisser vs A Mutzner, Mendrisio open 1988, defensa holandesa, variant Raphael (A80), 1–0